# James Charlton (poeta)
James Charlton (1947) es un poeta australiano y escritor en el área de estudios interfe e interreligiosos. Nacido en Melbourne, Australia, Charlton ha vivido mayormente en Tasmania. 
Completó su MA por la Universidad de Cambridge, donde asistió al Fitzwilliam College, y defendió su PhD por la Universidad de Tasmania. Fue editor de poesía de la revista trimestral literaria de Australia Island desde 2002 a 2008, y pronunció una conferencia en la primera edición del Gwen Harwood Memorial Lecture, en 2008.

## Obra
Su Luminous Bodies fue publicado en 2001, por Montpelier Press; y, empató en el segundo lugar en el 2002 Anne Elder Award. So Much Light se publicó en 2007 por Pardalote Press.
Numerosos poemas suyos han sido publicados en antologías, en revistas literarias (australianos, estadounidenses y británicos) y en periódicos. Varios poemas han sido transmitidos por radio. "Transgressive Saints", preseleccionados para el Premio de Poesía de Broadway de 2006, se publicó en The Broadway Poetry Prize Winners 2006 por Picaro Press.
"Letter to Walt Whitman re: Iraq" se publicó en The Best Australian Poems 2006 por Black Inc.
Su estudio de tres poetas teólogos místicos europeos: Non-dualism in Eckhart, Julian of Norwich and Traherne: A Theopoetic Reflection, se publicó por Bloomsbury en enero de 2013.

### Revisiones
- Luminous Bodies revisión de Christopher Bantick, Sunday Tasmanian, 17 de feb 2002.
- Luminous Bodies revisión de Mark O'Connor, Canberra Times, 2 de marzo de 2002.
- Luminous Bodies revisión de Anne Kellas, Famous Reporter, #25, junio de 2002.
- Luminous Bodies revisión de Philip Harvey, Eureka Street, julio–agosto de 2002.
- Luminous Bodies revisión de Eleonora Court, 40 Degrees South, #25.
- Luminous Bodies revisión de Kris Hemensley, Island, #89 otoño 2002.
- Luminous Bodies revisión de Judith Beveridge, The Write Stuff, v. 7.[6]
- Luminous Bodies revisión de Anuraag Sharma, The Write Stuff, v. 7.[7]
- Luminous Bodies revisión de Geoff Page, Australian Book Review, mayo de 2002.
- Luminous Bodies revisión de Sheelagh Wegman, Tasmanian Anglican, abril de 2002.
- So Much Light revisión de Christopher Bantick, Sunday Tasmanian, 14 de oct 2007.
- So Much Light revisión de Margaret Bradstock, Five Bells, 15:1 verano 2007-08.
- So Much Light revisión de Sheelagh Wegman, Tasmanian Anglican, abril de 2008.
- So Much Light revisión de David Kelly, Famous Reporter, #40, 2009.
- So Much Light review by Kerry Leves, Overland, #194, 2009.